# Albert Adrià Acosta
Albert Adrià Acosta (l'Hospitalet de Llobregat, Barcelonès, 20 d'octubre de 1969) és un cuiner, pastisser i empresari català, germà del prestigiós cuiner Ferran Adrià.

## Biografia

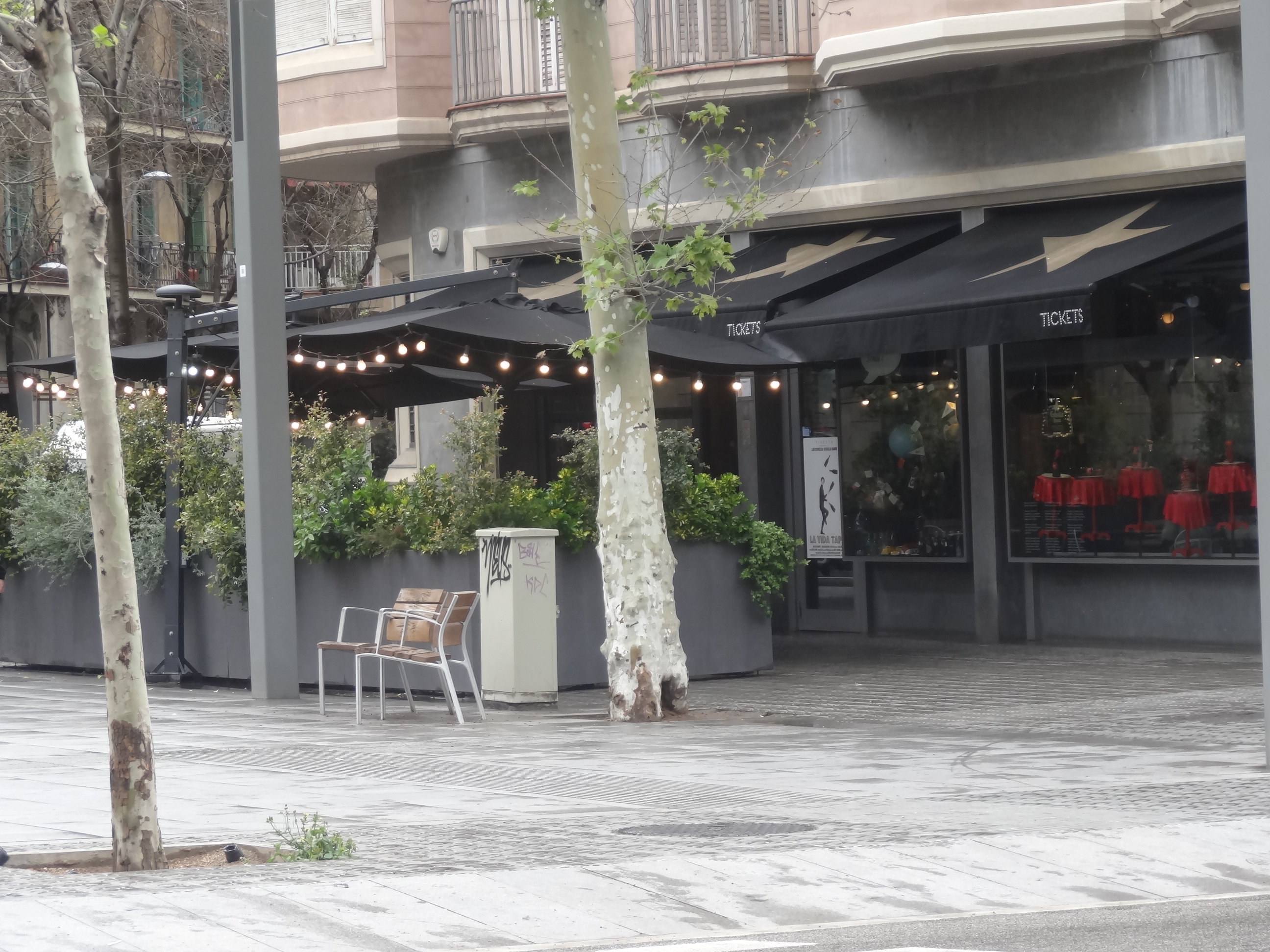
Restaurant Tickets, Av. del Paraŀlel, 164, Barcelona.

Els seus pares Ginés i Josefa li inculquen l'interès per tot allò que tingui a veure amb la cuina, però és el seu germà Ferran qui l'introdueix la passió per l'ofici. El 1985 deixa els estudis i entra a treballar a El Bulli. Després de dos anys en procés d'aprenentatge, es va centrant el seu interès per la rebosteria. Va completar la seva formació en diverses pastisseries i al costat de grans pastissers com Antoni Escribà, Francisco Torreblanca i a la pastisseria Turull de millor llibre de rebosteria a la fira gastronòmica de Perigord. A finals del 1998 inicia els treballs de taller de creativitat, a la seu del Bullicatering. El Bullitaller constava d'una taula, uns quants llibres i dues cadires, una per ell i una altra per l'Oriol Castro. Taller que ràpidament adquireix importància pel desenvolupament creatiu del Bulli, per al que es trasllada a un nou emplaçament al centre de Barcelona. Fins al 2008 desenvolupa la feina de director del Bulli taller i durant la temporada fa les postres del Bulli.
Al Març de 2006, Albert obre Inopia Classic Bar a Barcelona, un bar on se servien tapes tradicionals posades al dia. Molts senyalen a Inopia com el primer "gastrobar" de España.
En 2009 surt al mercat el seu segon llibre en solitari, Natura i dirigeix el documental “Un día en el bulli”, pel·lícula premiada en diferents festivals.
El juliol del 2010 deixa el bar Inopia, que passaria a dir-se Lolita taperia per concentrar-se amb el nou projecte que serà Tickets.
El gener del 2011 obre el 41º, situat a l'avinguda del Paral·lel de Barcelona, que primer funciona com a cocteleria i després com un restaurant de setze places amb servei únic a la nit, i un menú de degustació de snacks acompanyats de còctels. El mateix temps, arranca Tickets Arxivat 2016-03-01 a Wayback Machine. juntament amb el seu germà Ferran i els germans Iglesias, propietaris de la marisqueria barcelonina Rías de Galicia.
El 2013, Albert Adrià obre Pakta Arxivat 2018-08-03 a Wayback Machine., un restaurant nikkei (unió de cuina peruana i japonesa) ubicat al carrer de Lleida (Poble Sec, Barcelona).
El Setembre del 2013 arriba el quart concepte de l'Albert, Bodega 1900 Arxivat 2016-03-01 a Wayback Machine., una vermuteria en què l'aperitiu és l'eix d'una carta per menjar assentat a taula o a la barra, i que es troba al carrer Tamarit de Barcelona, just al davant de Tickets. Al Novembre de 2013 publica el seu tercer llibre, "Tapas. La cocina del Tickets".
El 2014 obre un doble restaurant, Niño viejo Arxivat 2016-03-04 a Wayback Machine., una taquería de menjar de carrer mexicà i Hoja Santa, un restaurant gastronòmic mexicà situat a l'Avinguda Mistral (Barcelona).
El Juny de 2016 obre el projecte Enigma Arxivat 2018-08-26 a Wayback Machine., un espai per 24 comensals al carrer Sepúlveda, que és l'evolució de l'antic 41º. Peça que tanca el cicle de tots els restaurants oberts a la zona del Paral·lel al que s'ha anomenat elBarri.
Des del 2013, es grava Constructing Albert, un documental que relatarà la seva vida com a xef creatiu i empresari durant la creació de tots els conceptes gastronòmics i projectes personals.
El Febrer de 2015, Albert i el seu germà Ferran s'alien amb Le Cirque du Soleil pel projecte Heart Arxivat 2016-03-01 a Wayback Machine., un multi espai localitzat a Eivissa que unifica art, gastronomia i música.
L'any 2015 arrenca La Cala Albert Adrià, una empresa especialitzada en productes selectes per acompanyar l'aperitiu.
Al Febrer de 2015 Albert aterra a Londres junt al seu equip per una residència de 50 dies a l'emblemàtic Hotel Café Royal. 50 days by Albert Adrià, a on investiga els productes i plats locals, i els adapta al seu estil personal.

### Premis i reconeixements
- Reconegut com una de les 13 persones més influents del món de la gastronomia i l'alimentació per la revista TIME a 2013.
- El novembre del 2013, a la gala celebrada a Bilbao, Albert Adrià va rebre un doble reconeixement en rebre una estrella Michelin pel restaurant Tickets i una altra pel restaurant 41º.[10]
- L'abril de 2014 Tickets apareix a la posició 57 de la llista 50th best de la revista The Restaurant Magazine i a la posició 74 apareix el 41ºExperience. Quatre mesos més tard, Albert decideix tancar el 41ºExperience per limitacions del local.
- El novembre del 2014, el restaurant Pakta rep l'única estrella Michelin concedida a un restaurant català, però perd l'estrella del 41º per tancament del local.[8]
- El novembre del 2015, el restaurant mexicà Hoja Santa (que Albert Adrià comparteix amb el xef Paco Méndez) va rebre la seva primera estrella Michelin.[11]
- El juny del 2015, la revista gastronòmica britànica The Restaurant Magazine atorgà un doble reconeixement a l'Albert Adrià: El restaurant Tickets entra per primera vegada a la llista dels 50 millors espais de restauració en la posició 42, i el guardó al millor xef pastisser.[12]
- El novembre del 2017, el restaurant Enigma rep una estrella Michelin.[13]

## Obres publicades
- El Bulli 1983-1993 (amb Juli Soler i Ferran Adrià)
- El Bulli 1994-1997 (amb Juli Soler i Ferran Adrià)
- El Bulli 1998-2002 (amb Juli Soler i Ferran Adrià), Conran Octopus, 2003, ISBN 1-84091-346-0; Ecco, 2005, ISBN 0-06-081757-7
- El Bulli 2003-2004 (amb Juli Soler i Ferran Adrià), Ecco, 2006, ISBN 0-06-114668-4
- Les postres del Bulli. RBA, 1998, ISBN 9788483071533
- Natura. RBA, 2008, ISBN 9788498673487
- Tapas, la cocina del Tickets. RBA, 2013, ISBN 9788490560051
- Cooking coffee, Albert Adrià for Lavazza. Montagud, 2015.